# Marcelo Ramos
Marcelo Ramos (Rosario, 7 de diciembre de 1961) es un dramaturgo, escritor y guionista argentino

## Actividad profesional
Cursó la escuela primaria en su ciudad natal, Rosario, y el secundario en la ciudad de Sta. Fe. Radicado en Buenos Aires desde 1980, estudió actuación con el maestro Carlos Gandolfo, letras en la Universidad de Buenos Aires, y realización cinematográfica y guion en el Centro Experimental del Instituto Nacional de Cine y Artes Audiovisuales.
Entre 1982 y 1983 participó en la preproducción del espectáculo internacional "Tango Argentino", que dirigió Claudio Segovia y que recorrió el mundo durante veinte años.
En 1987 comienza a preparar su primera producción integral con la obra "Fiebre de Heno" (también conocida como "Fin de semana"), de Noël Coward, que estrenaría en 1989, y de la que también realizó la adaptación junto a China Zorrilla

, protagonista y responsable asimismo de la dirección. Con un elenco estelar, integrado entre otros por Lautaro Murúa, Norma Pons

, Carola Reyna, Claudio Gallardou y Juan Carlos Dual

, la obra se mantuvo dos años consecutivos en cartel en Buenos Aires, en los teatros Regina y Ateneo respectivamente, y realizó una temporada de verano en el teatro Corrientes de Mar del Plata. Presenciada por más de 300.000 espectadores, se convirtió en el suceso teatral de las temporadas 89/90 y obtuvo extraordinarias críticas.
En 1991, debuta como autor con su primera obra "Camas separadas", que se estrena en el desaparecido Teatro Babilonia de la Capital, con puesta del prestigioso director y maestro de actores Agustín Alezzo

. La pieza cosecha críticas sumamente elogiosas, convirtiéndose en un éxito dentro del circuito off, lo cual permite que haga una segunda temporada al año siguiente en el Teatro El Vitral. Obtuvo una nominación al Premios ACE (Argentina) como Mejor Espectáculo Off.

En 1992 -y con "Camas separadas" todavía en cartel- estrena su segunda obra como autor: "Salven al cómico", en el Teatro Regina, bajo la dirección de China Zorrilla y protagonizada por grandes estrellas como Federico Luppi, Claudia Lapacó, Claudio García Satur  y Carola Reyna. El espectáculo obtiene críticas excelentes, transformándose en uno de los éxitos teatrales de la temporada, y es nominado a cuatro Premios ACE (Argentina), ganando tres de ellos: Mejor Comedia del Año, Mejor Actor Protagónico en Comedia (Claudio García Satur) y Mejor Actriz de Reparto en Comedia (Carola Reyna). Obtiene el Premio Prensario a la dirección de China Zorrilla, y también el Premio Florencio a Carola Reyna como Mejor Actriz de Reparto. Continúa en cartel hasta la segunda mitad de 1993, realizando los últimos meses del año una exitosa gira por las principales ciudades del interior y una breve temporada en Montevideo, llenando durante dos fines de semana seguidos la importante sala del Teatro El Galpón de la capital uruguaya. Durante el verano de 1994, y con Lito Cruz reemplazando a Federico Luppi, hace la temporada de Mar del Plata (en el Teatro Regina de esa ciudad), convirtiéndose en una de las obras más vistas y más apoyadas por la crítica. Obtiene allí tres Premios Estrella de Mar, incluyendo Mejor Dirección (China Zorrilla), Mejor Actor Protagónico (García Satur) y Mejor Actriz de Reparto (Patricia Palmer, quien había reemplazo a Carola Reyna).
Entre 1994 y 1997, "Salven al cómico" y "Camas separadas" se ponen en escena en diversas ciudades del interior (Tucumán, Tandil, Mendoza, Pergamino, Bahía Blanca, etc.), convirtiéndose la primera en una de las obras de autor nacional más pedidas para ser representadas por compañías provinciales, hecho que continúa hasta la actualidad. Para investigadores como Jorge Dubatti y Osvaldo Pellettieri, "Salven al cómico" ha pasado a ser un verdadero clásico en su género.
En 1996 "Salven al cómico" se estrena en Santiago de Chile. Ese mismo año es traducida y adaptada al inglés por la reconocida crítica e investigadora teatral Jean Graham-Jones, quien además realiza una ponencia sobre el teatro de Marcelo Ramos en la Florida State University y en el Center of Latin American Studies de la University of Kansas, siendo publicada -dicha ponencia- como cuadernillo en la prestigiosa revista teatral Latin American Theatre Review.
En 1996, estrena su tercera obra como autor, "Siempre que llovió, paró"

, que, protagonizada y dirigida por Luis Brandoni (en su debut como director)

, permanece en el Teatro Ateneo durante tres temporadas consecutivas, hasta 1997. El elenco estuvo integrado,  aparte de Brandoni, por Lydia Lamaison (nominada al premio ACE 1997 como Mejor Actriz de Reparto en Comedia), Marta Bianchi, Alicia Aller, Gogó Andreu, Claribel Medina y Miguel Habud, entre otros.
En 1999 se estrena en la ciudad de Montevideo su última obra como autor (hasta la fecha), "Servicios útiles", que con dirección de Agustín Maggi se mantuvo toda una temporada en el Teatro Del Anglo de esa capital uruguaya.
También en ese año (1999) es designado Asesor Artístico y de Programación de la Organización Teatral Presidente Alvear, tarea que desempeña hasta el año 2002. Cumpliendo esas funciones impulsa un sinnúmero de estrenos de obras del repertorio hispanoamericano y de autores nacionales (entre las que se destacan "La vida es sueño", "Locos de verano", "Jettatore", etc), ocupándose -en muchos de los casos- de la supervisión de adaptación, la elección del elenco y la producción artística integral, siendo merecedores -varios de esos espectáculos- de múltiples premios, y reubicando asimismo al Complejo Teatral Presidente Alvear en un primerísimo nivel, a la par del Teatro Municipal General San Martín y del Teatro Nacional Cervantes.
En el año 2006 crea -junto a su hermano Gonzalo- la productora teatral Arcadia, con el propósito de poner en escena la obra "Atendiendo al Sr. Sloane" de Joe Orton

, un verdadero clásico del teatro anglosajón contemporáneo. Adapta el texto, selecciona a los dos protagonistas (otorgándole el rol estelar al gran actor Alejandro Urdapilleta), elige la sala y al equipo artístico, y lleva adelante integralmente la producción, consiguiendo que, tras su estreno, el espectáculo se convierta en un verdadero suceso de crítica y público, siendo considerado, por algunos de los más importantes críticos, como el mejor espectáculo del año. A pesar de haber cumplido una temporada de tan solo dos meses, la obra se hace acreedora a múltiples nominaciones a todos los premios teatrales del año, incluyendo la de Mejor Comedia Dramática por parte de ACE y el Diploma al Mérito por la Adaptación de Marcelo Ramos como "Uno de los Trabajos Teatrales Más Destacados del Año" otorgado por la Universidad de Buenos Aires.
En la actualidad se encuentra desarrollando dos proyectos propios como autor y abocado asimismo a la adaptación de obras de Noël Coward y Oscar Wilde. El libro de memorias del actor Luis Brandoni ("Antes de que me olvide"), del que Marcelo Ramos es coautor, fue publicado a fines de 2020 por el sello Sudamericana, del Grupo Editorial Penguin Random House, agotándose casi de inmediato su primera edición. Fue coguionista del espectáculo "Mozart camino de Praga" (Teatro Avenida, 2023). 
Una nueva versión de su obra "Salven al cómico", será estrenada durante el 2025 por un elenco de primeras figuras.

## Obras de teatro estrenadas[42]

### Como autor[43]
- 1991: Camas separadas
- 1992: Salven al cómico[44]
- 1996: Siempre que llovió, paró
- 1999: Servicios útiles

### Como adaptador[45]
- 1989: Fiebre de heno, de Noël Coward
- 1994: La ex mujer de mi vida, de Josiane Balasko
- 1999: Locos de verano, de Gregorio de Laferrère
- 2000: Jettatore...!, de Gregorio de Laferrère
- 2007: Atendiendo al Sr. Sloane, de Joe Orton

### Como productor artístico[46]
- 1989: Fiebre de Heno, de Noël Coward
- 1999: Locos de verano, de Gregorio de Laferrère
- 2000: La vida es sueño, de Calderón de la Barca
- 2000: Jettatore...!, de Gregorio de Laferrère
- 2007: Atendiendo al Sr. Sloane, de Joe Orton

### Como asistente de producción
- 1982/1983: Tango Argentino, de Claudio Segovia y Hector Orezzoli

## Premios y reconocimientos[47]
1992
- Premio ACE a la Mejor Comedia del Año, por Salven al cómico
- Premio ACE al Mejor Actor Protagónico en Comedia, Claudio García Satur por Salven al cómico
- Premio ACE a la Mejor Actriz de Reparto en Comedia, Carola Reyna por Salven al cómico
- Nominación Premio ACE como Mejor Autor Nacional a Marcelo Ramos por Salven al cómico
- Nominación Premio ACE como Mejor Espectáculo Off por Camas Separadas
- Premio Prensario a la Mejor Dirección Teatral, China Zorrilla por Salven al Cómico
- Premio Florencio a la Mejor Actriz de Reparto, Carola Reyna por Salven al Cómico

1993
- Premio Estrella de Mar al Mejor Actor Protagónico, Claudio García Satur por Salven al Cómico
- Premio Estrella de Mar a la Mejor Actriz de Reparto, Patricia Palmer por Salven al cómico
- Premio Estrella de Mar a la Mejor Dirección, China Zorrilla por Salven al cómico
- Nominación Premio Estrella de Mar como Mejor Comedia por Salven al Cómico
- Nominación Premio Estrella de Mar como Mejor Actor Protagónico a Lito Cruz por Salven al cómico

1997
- Nominación Premio ACE como Mejor Actriz de Reparto en Comedia a Lydia Lamaison por Siempre que llovió, paró

2007
- Diploma al Mérito Universidad de Buenos Aires/Centro Cultural Rojas a Marcelo Ramos como Una de las Tres Mejores Adaptaciones del Año por Atendiendo al Sr. Sloane
- Nominación Premio ACE como Mejor Comedia Dramática del Año a Atendiendo al Sr. Sloane
- Nominación Premio ACE como Mejor Actriz Protagónica en Comedia a Verónica Llinás por Atendiendo al Sr. Sloane
- Nominación Premio ACE como Mejor Actor de Reparto en Comedia a Osvaldo Bonet por Atendiendo al Sr. Sloane
- Nominación Premio ACE como Revelación Masculina a Matías de Padova por Atendiendo al Sr. Sloane
- Nominación Premio ACE como Mejor Director de Comedia a Claudio Tolcachir por Atendiendo al Sr. Sloane

- Nominación Premio CLARIN como Mejor Espectáculo del Circuito Privado a Atendiendo al Sr. Sloane
- Nominación Premio CLARIN como Mejor Actriz Protagónica a Verónica Llinás por Atendiendo al Sr. Sloane
- Nominación Premio CLARIN como Actor Revelación a Matías de Padova por Atendiendo al Sr. Sloane

## Publicaciones[48]
- Así se mira el teatro Hoy (Del Paracultural a la calle Corrientes), de Jorge Dubatti (Ediciones Beas-1994). Incluye obra "Salven al cómico".
- Revista Latin American Theatre Review (Center of Latin American Studies University of Kansas- 1997). Artículo "Oficios útiles": El teatro de Marcelo Ramos, escrito por Jean Graham-Jones.[49]
- Historia del Teatro Argentino en Buenos Aires. Volumen V (1976-1998), Osvaldo Pellettieri (GETEA/Editorial Galerna-2003).
- Diccionario de Autores Argentinos, de Pedro Orgambide (Editorial Ariel).